# Brauntal (Naturschutzgebiet)
Das Naturschutzgebiet Brauntal liegt im Landkreis Südwestpfalz in Rheinland-Pfalz.

## Lage
Das etwa 71 ha große Gebiet, das im Jahr 1984 unter Naturschutz gestellt wurde, erstreckt sich südwestlich der Ortsgemeinde Rumbach. Unweit nördlich des Gebietes verläuft die Landesstraße 478, südlich verläuft die Staatsgrenze zu Frankreich und unweit westlich erstreckt sich das Naturschutzgebiet Königsbruch. Zum Naturschutzgebiet gehört die Nordostflanke des Schwobberg und die Quelle sowie der Oberlauf des Rumbachs.

## Schutzzweck
Schutzzweck ist die Erhaltung und Sicherung der naturnahen bis natürlichen Tier- und Pflanzengesellschaften des Brauntalweihers und seiner ihn umgebenden Flächen, insbesondere der seltenen und gefährdeten Pflanzengesellschaften der Verlandungszone und der seltenen und gefährdeten Tierpopulationen des Gesamtgebietes, sowie Erhaltung der Diversität der umgebenden Flächen aus vor allem wissenschaftlichen Gründen und wegen der Seltenheit und Gefährdung der Lebensgemeinschaften und Lebensstätten sowie wegen der ganz besonderen Eigenart des dystrophen Feuchtgebiets.

## Besonderheiten
Durch das Naturschutzgebiet verläuft die Rheinland-Pfalz-Radroute.